# Negru de Purcari
Negru de Purcari este un vin roșu de o faimoasă calitate produs din struguri Cabernet Sauvignon, Rara Neagră și Saperavi. Vinul are o culoare saturată rubinie-închisă.
Vinul se produce în Purcari, Raionul Ștefan Vodă (zona de sud-est a Republicii Moldova). Principalele componente ale cupajului vinului Negru de Purcari o alcătuiesc strugurii din trei soiuri: franțuzescul Cabernet Sauvignon, georgianul Saperavi și moldovana Rara Neagră.